# مبرهنة ذات الحدود المتعددة
مبرهنة ذات الحدود المتعددة أو مبرهنة متعددة الحدود هي تعميم لمبرهنة ذات الحدين، التي تتعامل مع أسس مجموع عدة حدود. بمعنى آخر، تسمح هذه النظرية بفك تعبير مثل {\displaystyle (x_{1}+\cdots +x_{m})^{n}} إلى مجموع يعتمد على حدودها الفردية {\displaystyle x_{1},x_{2},\cdots ,x_{m}} والعدد الصحيح {\displaystyle n}.

## المبرهنة
لأي عدد صحيح موجب {\displaystyle n} وأي عدد صحيح غير سالب {\displaystyle m}، تصف مبرهنة متعددة الحدود كيفية فك مجموع يتكون من {\displaystyle m} حدود عند رفعه إلى أس أي {\displaystyle n}:
{\displaystyle (x_{1}+x_{2}+\cdots +x_{m})^{n}=\sum _{k_{1}+k_{2}+\cdots +k_{m}=n;\ k_{1},k_{2},\cdots ,k_{m}\geq 0}{n \choose k_{1},k_{2},\ldots ,k_{m}}\prod _{t=1}^{m}x_{t}^{k_{t}}\,,}
حيث
{\displaystyle {n \choose k_{1},k_{2},\ldots ,k_{m}}={\frac {n!}{k_{1}!\,k_{2}!\cdots k_{m}!}}.{\bf {(i)}}}
هو معامل ذات الحدود المتعددة. يتم أخذ المجموع على جميع التركيبات الصحيحة غير السالبة الممكنة من {\displaystyle k_{1}} إلى {\displaystyle k_{m}} بحيث يكون مجموع كل {\displaystyle k_{i}} هو {\displaystyle n}. أي أنه لكل حد في المفكوك، يجب أن يكون مجموع أسس {\displaystyle x_{i}} مساويًا لـ {\displaystyle n}. كذلك، كما هو الحال مع مبرهنة ذات الحدين، فإن الكميات التي تظهر على شكل {\displaystyle x^{0}} تؤخذ على أنها تساوي {\displaystyle 1} (حتى عندما تكون {\displaystyle x} تساوي صفرًا).
في الحالة {\displaystyle m=2} ، تختصر هذه العبارة إلى تلك الخاصة بمبرهنة ذات الحدين.

### مثال
الأس الثالث للتعبير المكنون من ثلاثة حدود {\displaystyle a+b+c} يكون:
{\displaystyle (a+b+c)^{3}=a^{3}+b^{3}+c^{3}+3a^{2}b+3a^{2}c+3b^{2}a+3b^{2}c+3c^{2}a+3c^{2}b+6abc.{\bf {(ii)}}}
يمكن حسابه يدويًا باستخدام خاصية توزيع الضرب على الجمع، ولكن يمكن أيضًا إجراؤه (ربما بسهولة أكبر) باستخدام مبرهنة متعددة الحدود. فمن الممكن "استخراج" المعاملات في المعادلة {\displaystyle {\bf {(ii)}}} باستخدام الصيغة لمعاملات ذات الحدود متعددة {\displaystyle {\bf {(i)}}}. على سبيل المثال:
معامل {\displaystyle a^{2}b^{0}c^{1}} هو {\displaystyle {3 \choose 2,0,1}={\frac {3!}{2!\cdot 0!\cdot 1!}}={\frac {6}{2\cdot 1\cdot 1}}=3}
معامل{\displaystyle a^{1}b^{1}c^{1}} هو {\displaystyle {3 \choose 1,1,1}={\frac {3!}{1!\cdot 1!\cdot 1!}}={\frac {6}{1\cdot 1\cdot 1}}=6}

### تعبير بديل
يمكن كتابة بيان المبرهنة بإيجاز باستخدام تدوين متعدد الأدلة:
{\displaystyle (x_{1}+\cdots +x_{m})^{n}=\sum _{|\alpha |=n}{n \choose \alpha }x^{\alpha }}
حيث
{\displaystyle \alpha =(\alpha _{1},\alpha _{2},\dots ,\alpha _{m})}
و
{\displaystyle x^{\alpha }=x_{1}^{\alpha _{1}}x_{2}^{\alpha _{2}}\cdots x_{m}^{\alpha _{m}}}

### إثبات
يمكن إثبات مبرهنة متعددة الحدود عن طريق استخدام مبرهنة ذات الحدين والاستقراء على {\displaystyle m}.
أولاً ، بالنسبة لـ {\displaystyle m=1}، كلا الطرفين يساوي {\displaystyle x_{1}^{n}} نظرًا لوجود حد واحد فقط {\displaystyle n=k_{1}} في المجموع. في الخطوة الاستقرائية، افترض أن المبرهنة متعددة الحدود صحيحة لـ{\displaystyle m} . بالتالي
{\displaystyle {\begin{aligned}&(x_{1}+x_{2}+\cdots +x_{m}+x_{m+1})^{n}=(x_{1}+x_{2}+\cdots +(x_{m}+x_{m+1}))^{n}\\[6pt]={}&\sum _{k_{1}+k_{2}+\cdots +k_{m-1}+K=n}{n \choose k_{1},k_{2},\ldots ,k_{m-1},K}x_{1}^{k_{1}}x_{2}^{k_{2}}\cdots x_{m-1}^{k_{m-1}}(x_{m}+x_{m+1})^{K}\end{aligned}}}
من خلال الفرضية الاستقرائية، نطبق مبرهنة ذات الحدين على المعامل الأخير
{\displaystyle =\sum _{k_{1}+k_{2}+\cdots +k_{m-1}+K=n}{n \choose k_{1},k_{2},\ldots ,k_{m-1},K}x_{1}^{k_{1}}x_{2}^{k_{2}}\cdots x_{m-1}^{k_{m-1}}\sum _{k_{m}+k_{m+1}=K}{K \choose k_{m},k_{m+1}}x_{m}^{k_{m}}x_{m+1}^{k_{m+1}}}
{\displaystyle =\sum _{k_{1}+k_{2}+\cdots +k_{m-1}+k_{m}+k_{m+1}=n}{n \choose k_{1},k_{2},\ldots ,k_{m-1},k_{m},k_{m+1}}x_{1}^{k_{1}}x_{2}^{k_{2}}\cdots x_{m-1}^{k_{m-1}}x_{m}^{k_{m}}x_{m+1}^{k_{m+1}}}
وبذلك يكتمل الاستقراء. استنتجنا الخطوة الأخيرة بسبب العلاقة
{\displaystyle {n \choose k_{1},k_{2},\ldots ,k_{m-1},K}{K \choose k_{m},k_{m+1}}={n \choose k_{1},k_{2},\ldots ,k_{m-1},k_{m},k_{m+1}},}
والذي بدوره يمكن استنتاجه باستخدام تعريف معامل ذات الحدود المتعددة {\displaystyle {\bf {(i)}}}
{\displaystyle {\frac {n!}{k_{1}!k_{2}!\cdots k_{m-1}!K!}}{\frac {K!}{k_{m}!k_{m+1}!}}={\frac {n!}{k_{1}!k_{2}!\cdots k_{m+1}!}}.}

## معاملات متعددة الحدود
كما أشرنا سابقاً إن الارقام
{\displaystyle {n \choose k_{1},k_{2},\ldots ,k_{m}}}
التي تظهر في المبرهنة هي معاملات ذات الحدود المتعددة, ويمكن التعبير عنها بعدة طرق، أحدها هي جداء لمعاملات ذات الحدين أو المضروب.
{\displaystyle {n \choose k_{1},k_{2},\ldots ,k_{m}}={\frac {n!}{k_{1}!\,k_{2}!\cdots k_{m}!}}={k_{1} \choose k_{1}}{k_{1}+k_{2} \choose k_{2}}\cdots {k_{1}+k_{2}+\cdots +k_{m} \choose k_{m}}}

### مجموع كل معاملات متعددة الحدود
التعويض عن {\displaystyle x_{i}=1} لكل {\displaystyle i} في مبرهنة متعددة الحدود
{\displaystyle \sum _{k_{1}+k_{2}+\cdots +k_{m}=n}{n \choose k_{1},k_{2},\ldots ,k_{m}}x_{1}^{k_{1}}x_{2}^{k_{2}}\cdots x_{m}^{k_{m}}=(x_{1}+x_{2}+\cdots +x_{m})^{n}}
يعطي ذلك على الفور
{\displaystyle \sum _{k_{1}+k_{2}+\cdots +k_{m}=n}{n \choose k_{1},k_{2},\ldots ,k_{m}}=m^{n}.}

### عدد معاملات متعددة الحدود
عدد الحدود في مجموع متعدد الحدود، ويرمز إليه {\displaystyle \#_{n,m}}، يساوي عدد الحدود الأحادية من الدرجة {\displaystyle n} في المتغيرات {\displaystyle x_{1},\cdots ,x_{m}}:
{\displaystyle \#_{n,m}={n+m-1 \choose m-1}.}
يمكن إجراء العد بسهولة باستخدام طريقة النجوم والأشرطة .

### تقييم معاملات متعددة الحدود
يمكننا حساب أكبر أس للعدد الأولي {\displaystyle p} الذي يقسم معامل متعدد الحدود، وذلك من خلال تعميم مبرهنة كومر.

## التفسيرات

### طرق لوضع الأشياء في صناديق
معاملات متعددة الحدود لها تفسير توافقي مباشر، فتمثل عدد طرق توزيع {\displaystyle n} أشياء مختلفة في {\displaystyle m} صناديق مختلفة، بحيث يكون هناك {\displaystyle k_{1}} شىء في الصندوق الأول، {\displaystyle k_{2}} شيء في الصندوق الثاني، وهكذا.

### عدد طرق التحديد وفقًا للتوزيع
في الميكانيكا الإحصائية والتوافقيات ، إذا أردنا توزيع علامات (labels) بواسطة مجموعة من الأرقام ، فإن معاملات متعددة الحدود تنتج بشكل طبيعي من معاملات ذات الحدين. بالنظر إلى توزيع الأرقام {\displaystyle \{n_{i}\}} على مجموعة {\displaystyle N} من العناصر، يمثل {\displaystyle n_{i}} عدد العناصر التي سيتم منحها العلامة {\displaystyle i} . (في الميكانيكا الإحصائية ، {\displaystyle i} هي العلامة الحالة الطاقة.)
- اختيار {\displaystyle n_{1}} من إجمالي {\displaystyle N} ليتم إعطائها علامة {\displaystyle 1}. يمكن القيام بذلك بواسطة {\displaystyle N \choose n_{1}} طريقة.
- من العناصر {\displaystyle N-n_{1}} المتبقية ، اختر {\displaystyle n_{2}} لإعطائها علامة {\displaystyle 2}. يمكن القيام بذلك بواسطة {\displaystyle N-n_{1} \choose n_{2}} طريقة.
- من العناصر المتبقية {\displaystyle N-n_{1}-n_{2}}، اختر {\displaystyle n_{3}} لإعطائها علامة {\displaystyle 3}. مرة أخرى ، يمكن القيام بذلك بواسطة {\displaystyle N-n_{1}-n_{2} \choose n_{3}} طريقة.

يؤدي ضرب عدد الاختيارات من كل خطوة إلى:
{\displaystyle {N \choose n_{1}}{N-n_{1} \choose n_{2}}{N-n_{1}-n_{2} \choose n_{3}}\cdots ={\frac {N!}{(N-n_{1})!n_{1}!}}\cdot {\frac {(N-n_{1})!}{(N-n_{1}-n_{2})!n_{2}!}}\cdot {\frac {(N-n_{1}-n_{2})!}{(N-n_{1}-n_{2}-n_{3})!n_{3}!}}\cdots .}

ينتج عن الإختصار معادلة معاملات ذات الحدود المتعددة {\displaystyle {\bf {(i)}}}. 

المعامل متعدد الحدود كجداء معاملات ذات الحدين، مع عد التبديلات لأحرف كلمة MISSISSIPPI.

### عدد التبديلات الوحيدة للكلمات
المعامل متعدد الحدود {\displaystyle {\binom {n}{k_{1},\ldots ,k_{m}}}} يمثل أيضًا عدد الطرق المختلفة لتبديل {\displaystyle n} عنصر في المجموعة المتعددة، حيث يمثل {\displaystyle k_{i}} تعدد كل عنصر من العناصر i. على سبيل المثال، عدد التبديلات المختلفة لأحرف كلمة MISSISSIPPI ، التي تحتوي على 1 M و 4 S و 4 I و 2 P ، هو
{\displaystyle {11 \choose 1,4,4,2}={\frac {11!}{1!\,4!\,4!\,2!}}=34650.}

### مثلث باسكال المعمم
يمكن للمرء استخدام نظرية متعددة الحدود لتعميم مثلث باسكال أو هرم باسكال إلى مبسط باسكال. يعطي هذا التعميم طريقة سريعة لإيجاد معاملات متعددة الحدود.